# Micrurus averyi
Micrurus averyi är en ormart som beskrevs av Schmidt 1939. Micrurus averyi ingår i släktet korallormar, och familjen giftsnokar. Inga underarter finns listade i Catalogue of Life.
Arten förekommer i norra Brasilien och i regionen Guyana.